# Haloquadratum walsbyi
Haloquadratum walsbyi este o specie din domeniul archaea descoperită într-un lac sărat din peninsula Sinai din Egipt. Este deosebită de alte archaea datorită formei pătrate a celulelor.